# Skelettkustens nationalpark
Skelettkustens nationalpark är en nationalpark som är belägen i nordvästra Namibia. Den invigdes 1971 och fick sin nuvarande form 1973. Parkens utsträckning från Ugabfloden i söder till Kunenefloden i norr är 500 kilometer. Nationalparken sträcker sig också cirka 40 kilometer inåt land från havet. Tät dimma och kalla havsvindar, som beror på den kalla Benguelaströmmen, ger atmosfär åt de vindpinade stränderna där det finns många skeppsvrak och mängder av ben från människor och djur. I nationalparken finns rika bestånd av lavar (mer än 100 arter har upptecknats). Parken är också en fristad för ökenlevande elefanter, noshörningar och lejon och Kuneneflodens mynning är en livgivande våtmark.

## Namnet Skelettkusten
Sitt namn har Skelettkusten troligen fått av det stora antal strandade valar som förlorat livet här, och deras skelett kan ses överallt. Ovahimbafolket som bor i de nordvästra delarna av Namibia hade förr valben som byggmaterial till sina hyddor. Otaliga skepp har strandat på Skelettkusten, beroende på den tjocka dimman, det stormiga havet och oförutsägbara strömmar. Strandade sjömän hade inte en chans att överleva på den ogästvänliga stranden och de dog av törst.

## Tillgänglighet
Nationalparken indelas i en nordlig och en sydlig sektion. Den södra delen, som sträcker sig från Ugabfloden upp till Torra Bay, är fritt tillgänglig från infartsporten Ugabmund och Springbockwater. Den södra sektionen är öppen för fyrhjulsdrivna fordon, som har tillåtelse att köra så långt norrut som till porten vid Ugabfloden, (där en skylt med en skalle och korslagda ben varnar från att köra längre). Tillståndsbevis kan köpas i Windhoek, Swakopmund eller direkt vid porten.
På grund av de känsliga omgivningarna och de stora ansträngningarna att bevara området är den norra delen från Torra Bay upp till Kunene vid gränsen till Angola inte tillgänglig. Ett sätt att se den norra delen är att följa med på en "flygsafari" över området och se skeppsvraken och det orörda landskapet från luften. I övrigt är det enda sättet att se området från marken att anlita den researrangör som har tillstånd att anordna resor där. Detta område är det mest attraktiva för turisterna i nationalparken.

## Turistattraktioner
Listan över turistattraktioner i nationalparken innehåller ett skeppsvrak vid South West Seal viewpoint, Huab lagoon och den övergivna riggen för oljeborrning.
Under årens lopp har Skelettkusten fått rykte om sig att svälja fartyg. Det mest kända är Eduard Bohlen. Det 95 meter långa fartyget förde med sig förnödenheter till diamantletarna från Swakopmund till Taffelbukten när det gick på grund 5 september 1909. Nuförtiden är båten halvt begravd i ökensanden med lämningar av sälar och hyenor ombord.

## Natur
Nationalparken sträcker sig från Atlantens sandstränder och grusstränder, sanddyner, kortvariga flodbäddar, oländiga kanjoner med sluttningarna täckta av rikt färgade vulkaniska klippor samt långsträckta bergskedjor. Vegetationen består av lavar, Tetraena stapfii, Acanthosicyos horridus, Mesembryanthemum spinuliferum på slätterna. I torra flodbäddar finns trädet Hyphaene petersiana, en art av tamarisk, Tamarix usneoides, och trädet mopane (Colophospermum mopane).

## Djur
Följande djur finns i nationalparken: Savannelefant, lejon, gepard, krokodil, springbock, Hartmanns zebra, oryx, bengueladelfin och grön havssköldpadda. De 306 fågelarter som upptecknats är bland annat större flamingo, mindre flamingo, örongam, namibtrapp och namiblärka.

## Infogande till ett större område
Skelettkusten nationalpark kommer enligt en överenskommelse att infogas i Iona - Skeleton Coast Transfrontier Conservation Area.